# Mary Colston Kirk
Mary Colston Kirk (* 26. August 1899 als Mary E. Colston in Denver, Colorado; † 17. November 1990 in New York City, New York) war eine US-amerikanische Jazzmusikerin (Piano).

## Karriere
Mary Colston wuchs in einer Gegend auf, in der sich in nahezu jedem Haus ein Klavier befand. Auch ihre Familie schaffte eines an, ursprünglich für ihre ältere Schwester gedacht, aber Mary war letztlich diejenige, die die Lektionen ihrer Schwester aufgriff und mühelos nachspielen konnte. Ihr erstes professionelles Engagement hatte sie Anfang der 1920er Jahre über das Orchester von George Morrison (1891–1974). Morrison zählte zu den Begründern des Jazz in Denver und wird in der Colorado Black Hall of Fame geehrt. Die Band, 1913 von Morrison gegründet, war in Denver gut eingeführt, spielte vor Publikum aller Klassen. Entsprechend breit war das Repertoire. Sie konnten die Klassiker wie Wagner oder Kreisler, aber auch Tänze wie Schottisch, Two Step oder den Ragtime ‚Grizzly Bear Dance‘. Auf der Honorarliste Morrisons stand auch Andy Kirk, ab 1925 der Ehemann von Mary Colston und ab 1929 sehr erfolgreich als Bandleader. Nach der Eheschließung arbeiteten beide noch für Morrison, im gleichen Jahr aber ging Kirk nach Dallas, um mit Terrence Holder zu spielen, und Mary folgte ihm. Dann habe sie das professionelle Klavierspiel aufgegeben, um sich um das gemeinsame Kind zu kümmern. Colston hatte in Denver eine Zeitlang ihre eigene Band, das Mary Colston Trio. In diesem Ensemble sammelte Charlie Parker 1935 seine ersten Erfahrungen. Irgendwann in der Zeit zwischen 1925 und 1935 beendete Colston ihre Laufbahn als Berufsmusikerin. Zuletzt arbeitete sie als Lehrerin in New York.
In seiner Biografie äußerte sich Ehemann Andy Kirk mehrfach zum musikalischen Talent seiner Frau: „Meine wichtigsten Erfahrungen als Sideman sammelte ich in der Zeit mit George Morrison (...) der in Denver auf so viele gute weibliche Pianisten traf. Und Mary war damals eine der Besten und meist Beschäftigsten von allen.“ Sie habe stets die Musik geliebt, aber „sie war nicht darauf aus, damit eine Karriere anzustreben oder damit Geld zu verdienen.“ Laut Aussagen einer Freundin der Familie starb Mary E. Colston Kirk an den Folgen einer Lungenkrebserkrankung.